# Liste der Kulturgüter in Eschlikon
Die Liste der Kulturgüter in Eschlikon enthält alle Objekte in der Gemeinde Eschlikon im Kanton Thurgau, die gemäss der Haager Konvention zum Schutz von Kulturgut bei bewaffneten Konflikten, dem Bundesgesetz vom 20. Juni 2014 über den Schutz der Kulturgüter bei bewaffneten Konflikten sowie der Verordnung vom 29. Oktober 2014 über den Schutz der Kulturgüter bei bewaffneten Konflikten unter Schutz stehen.
Objekte der Kategorie A sind im Gemeindegebiet nicht ausgewiesen, Objekte der Kategorie B sind vollständig in der Liste enthalten, Objekte der Kategorie C fehlen zurzeit (Stand: 1. Januar 2023).

## Kulturgüter
| Foto |                                                                                   | Objekt                                                 | Kat. | Typ | Standort                                   | Beschreibung |
| ---- | --------------------------------------------------------------------------------- | ------------------------------------------------------ | ---- | --- | ------------------------------------------ | --- |
| ja   | Datei hochladen · Wikidata zu Gasthaus Löwen (Q29882808)                          | Gasthaus Löwen KGS-Nr.: 04999                          | B    | G   | Bahnhofstrasse 71 715600 / 258250          | Schon 1644 ist ein Gasthaus unter dem gleichen Namen bezeugt, das derzeitige Gebäude wurde nach einem Brand 1773 neu gebaut. War zu diesem Zeitpunkt das einzige Steinhaus im Dorf. |
| ja   | Datei hochladen · Wikidata zu Katholische Kapelle St. Elisabetha Bona (Q29882811) | Katholische Kapelle St. Elisabetha Bona KGS-Nr.: 05195 | B    | G   | Wallenwil, Kapellweg 1.1 714445 / 257096   | 1775 erbaut und der Sirnacher Kirchenverwaltung unterstellt. Mehrere Renovierungen, zuletzt 2011.                                                                                   |
| ja   | Datei hochladen · Wikidata zu Alte Post mit Anbau (Q29882804)                     | Alte Post mit Anbau KGS-Nr.: 10960                     | B    | G   | Hurnen 54, 56 715163 / 256483              | |
| ja   | Datei hochladen · Wikidata zu Altes Schulhaus (Q29882805)                         | Altes Schulhaus KGS-Nr.: 13694                         | B    | G   | Bahnhofstrasse 77 715584 / 258279          | 1811 erbaut, Frühbiedermeierhaus mit Zwiebeltürmchen, Uhr und Glocke von 1817. |
| ja   | Datei hochladen · Wikidata zu Löwenscheune (Q29882812)                            | Löwenscheune KGS-Nr.: 13695                            | B    | G   | Bahnhofstrasse 58, 60 715554 / 258234      | |
| ja   | Datei hochladen · Wikidata zu Primarschulhaus (Q29882815)                         | Primarschulhaus KGS-Nr.: 13696                         | B    | G   | Bahnhofstrasse 59 715344 / 258229          | |
| ja   | Datei hochladen · Wikidata zu Alte Mosterei (Q29882802)                           | Alte Mosterei KGS-Nr.: 13697                           | B    | G   | Wallenwil, Hurnenstrasse 2 714406 / 257061 | Einstiges Schulhaus, 1776 erstmals bezeugt. Später Mosterei. |